# Saint-Romans
Saint-Romans là một xã của tỉnh Isère, thuộc vùng Rhône-Alpes, đông nam nước Pháp.